# 江利川宗光
江利川 宗光（えりかわ むねみつ、1960年 - ）は、日本の実業家、元株式会社ジャルパック代表取締役社長、東京外国語大学理事。

## 経歴
- 1960年 - 群馬県前橋市生まれ
- 1979年3月 - 群馬県立前橋高等学校卒業
- 1979年4月 - 東京外国語大学外国語学部ポルトガル語学科入学
- 1981-82年 - 日本ブラジル青少年交流協会派遣留学生としてブラジル南部ポルトアレブレに留学
- 1985年3月 - 東京外国語大学外国語学部ポルトガル語学科卒業
- 1985年4月 - 日本航空株式会社、成田空港旅客サービス部門、東京支店国際線予約課、本部・国際線マーケティング部門、大阪支店国際線セールスを歴任
- 2009年4月 - （株）日本航空インターナショナル　人事部長
- 2010年12月 - 日本航空株式会社　執行役員 人財本部長
- 2013年4月 - 日本航空株式会社　執行役員 中国地区総代表　兼　中国地区総代表室北京支店長
- 2018年6月 - 株式会社ジャルパック代表取締役社長
- 2022年5月 - 公益財団法人群馬県観光物産国際協会常務理事
- 2022年7月 - 公益財団法人群馬県観光物産国際協会専務理事
- 2023年4月 - 株式会社良知経営 （株式会社レクスポート 出向）
- 2024年4月 - 株式会社良知経営常務執行役員
- 2024年10月 - 株式会社良知経営取締役常務執行役員
- 2024年12月 - 株式会社良知経営取締役専務執行役員
- 2025年4月 - 国立大学法人東京外国語大学理事（非常勤）

（出典）